# Staalfabriek Terneuzen
Staalfabriek Terneuzen was een complete staalfabriek te Terneuzen die in vanaf 1899 aan het Kanaal Gent-Terneuzen werd gebouwd nabij de Lange Blikstraat. Men wilde profiteren van de goede transportmogelijkheden en de goedkope arbeidskrachten aldaar. Het zou het eerste geïntegreerde staalbedrijf in Nederland moeten worden.
Op 21 december 1899 werd de eerste steen gelegd. De fabriek bevatte drie Bessemer-convertors en twee koepelovens. Voorts waren er drie geheel toegeruste walsstraten. De productiecapaciteit bedroeg 120 kton/jaar. Er was verder een complete elektriciteitscentrale.
Terwijl de fabriek al vrijwel gereed was ging de maatschappij, op 8 december 1903 failliet. De fabriek heeft dus nimmer geproduceerd. In 1905 heeft men nog geprobeerd het bedrijf te laten functioneren, maar tevergeefs. Uiteindelijk werd de inventaris naar Wallonië overgebracht. De gebouwen, met een aantal hoge schoorstenen, bleven als een relict in het landschap staan.
Tijdens de Eerste Wereldoorlog werden vele honderden Belgische vluchtelingen ondergebracht in de gebouwen van de Staalfabriek.
Tijdens de Tweede Wereldoorlog hebben de Duitsers de fabriek nog gebombardeerd ten behoeve van een propagandafilm die aan moest tonen hoe effectief de nazi-bombardementen op Engeland waren.
In 1972 werden de restanten van de fabriek afgebroken.